# Saionji Kinsuke
Saionji Kinsuke (西園寺公相, [[[1223]]-1267] Erro: {{japonês}}: texto da transliteração contém caractere não latino (pos 17) (ajuda))  foi um kuge do período Kamakura da história do Japão.

## História
Kinsuke foi o segundo filho de Saionji Saneuji.
Em 1225 foi classificado como Jugoi (quinto escalão inferior) o mais baixo escalão para um nobre. Em 1932 foi promovido para Jushii (quarto escalão inferior) e foi nomeado para no Konoefu (Quartel da Guarda do Palácio). Em 1235 foi nomeado kokushi (governador provincial) de Harima.
Em 1236 foi classificado como Jusanmi (terceiro escalão) e em 1239 para Junii (segundo escalão) passando a ocupar o cargo de dainagon em 1253 é nomeado Comandante da ala esquerda do Konoefu. Em 1255 é nomeado Udaijin, em 1257  foi classificado como Shōichii (primeiro escalão) e é promovido a Sadaijin e em 1262 assume o cargo de Daijō Daijin no qual permanece até sua morte em 1267.